# Material Girl
Material Girl este al doilea single și „melodie semnǎturǎ” al Madonnei pentru cel de-al doilea album de studio, Like a Virgin, și a fost lansat pe 23 ianuarie 1985 de Sire Records. A fost inclus pe compilația "greatest hits" The Immaculate Collection.

## Recepția

### Premii
| Anul | Ceremonia             | Premiul                               | Rezultatul |
| ---- | --------------------- | ------------------------------------- | ---------- |
| 2003 | Slant Magazine        | 100 Greatest Music Videos             | Locul 13   |
| 2005 | DigitalDreamDoor.com  | 100 Greatest Dance Songs of the 1980s | Locul 160  |
| 2006 | AssociatedContent.com | The 500 Songs of the 1980s            | Locul 273  |
| 2006 | Pitchfork             | 100 Awesome Music Videos              | —          |
| 2010 | Channel 4             | 100 Greatest Pop Videos               | Locul 19   |

### Performanța în topuri
Discul single a fost lansat în ianuarie 1985, odată cu detronarea șlagărului „Like a Virgin” de pe prima poziție a clasamentului Billboard Hot 100.

## Videoclipul
Videoclipul muzical a fost filmat pe 10 și 11 ianuarie 1985, la studiourile Ren-Mar din Hollywood, California, și regizat de Mary Lambert; Lambert regizase anterior videoclipurile muzicale pentru „Borderline” și „Like a Virgin”. A fost produs de Simon Fields, fotografia principală a fost asigurată de Peter Sinclair, montajul de Glenn Morgan, iar coregrafia de Kenny Ortega. Majoritatea bijuteriilor provin din colecția lui Connie Parente, o colecționară populară de bijuterii de la Hollywood. 

În „Material Girl”, Madonna și-a arătat pentru prima dată talentul în comedie, apărând într-o costumație asemănătoare celei purtate de Marilyn Monroe în Gentlemen Prefer Blondes.
Deși „Borderline și „Lucky Star” fuseseră des difuzate de MTV, „Like a Virgin” și „Material Girl” precum și următoarele ei videoclipuri au fost difuzate în mod repetat, postul fiind la un moment dat poreclit „Madonna Show”.
Keith Carradine a fost sunat de către echipa de producători pentru a-l distribui în rolul unui regizor de film, rol comparat de acesta cu Howard Hughes.
"Material Girl" a fost nominalizat la premiile Mtv Music Awards 1985 pentru best female video insa a pierdut in fata melodiei "What's Love Got to Do with It" care era a Tinei Turnei.

## Interpretări live
Madonna a cantat "Material Girl" in urmatoarele turnee:
- The Virgin Tour (1985)
- Who's That Girl Tour (1987)
- Blond Ambition Tour (1990)
- Re-Invention Tour (2004)
- Rebel Heart Tour (2015)

## Clasamente
| Clasament (1985)                         | Poziție |
| ---------------------------------------- | ------- |
| Australia ARIA Singles Chart             | 4       |
| Austrian Singles Chart                   | 8       |
| Canadian Singles Chart                   | 4       |
| Canada - The Record chart                | 4       |
| Dutch Top 40                             | 8       |
| Eurochart Hot 100                        | 5       |
| France SNEP Singles Chart                | 47      |
| German Singles Chart                     | 13      |
| Irish Singles Chart                      | 3       |
| Italian FIMI Chart                       | 18      |
| Japan Oricon Weekly Singles Chart        | 35      |
| Japan Oricon International Singles Chart | 1       |
| Spanish Singles Chart                    | 10      |
| Swiss Singles Chart                      | 15      |
| UK Singles Chart                         | 3       |
| U.S. Billboard Hot 100                   | 2       |
| U.S. Billboard Hot Adult Contemporary    | 38      |
| U.S. Billboard Hot Dance Club Play       | 1       |
| U.S. Billboard Hot R&B/Hip-Hop Songs     | 49      |
| U.S. ARC Weekly Top 40                   | 1       |